# Johanniskloster (Rostock)

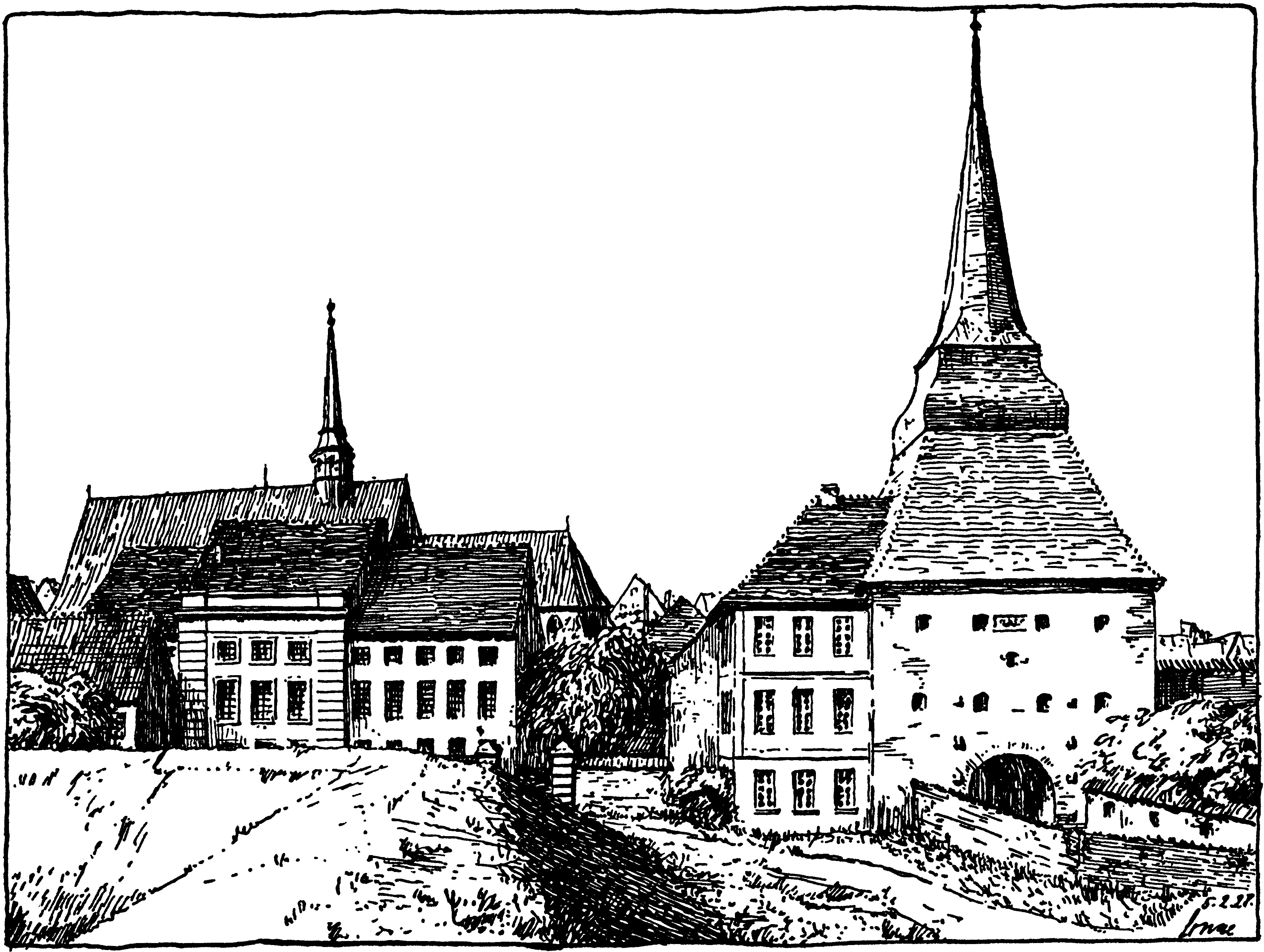
Die Klosterkirche nordwestlich des Steintores

Die Lage des Johannisklosters im Süden der Rostocker Altstadt

Das Johanniskloster in Rostock war ein Konvent des 1215 gegründeten Dominikanerordens innerhalb der mittelalterlichen Stadtmauern der Hansestadt. Es wurde 1256 gegründet und bestand bis 1534. Die Gebäude wurden in den 30er-Jahren des 19. Jahrhunderts vollständig abgetragen. Neben dem Franziskanerkloster St. Katharinen und dem Zisterzienserinnenkloster Zum heiligen Kreuz war es eines der drei Klöster innerhalb der Stadt.

## Lage
Das Kloster befand sich am südlichen, zunächst lange unbebauten Rand des Stadtkerns von Rostock zwischen der Buchbinderstraße im Westen und der Steinstraße im Osten, somit in der Rostocker Mittelstadt. Die Steinstraße war eine wichtige Landstraße aus dem südlichen Hinterland der Stadt, die zum Markt führte. An die Klosterkirche schloss sich südlich in Richtung zur Stadtmauer die Klausur mit dem Kreuzgang an. Westlich der Klosterkirche befanden sich Wirtschaftsgebäude. Im Norden wurde die Klosteranlage von der nach ihr benannten Straße Bei St. Johannes (heute Johannisstraße) begrenzt. Die gesamte Anlage befand sich in nahezu unmittelbarer Nähe zur Stadtmauer, wie es bei Rostocker Klöstern üblich war, dicht beim Steintor.

## Gründung

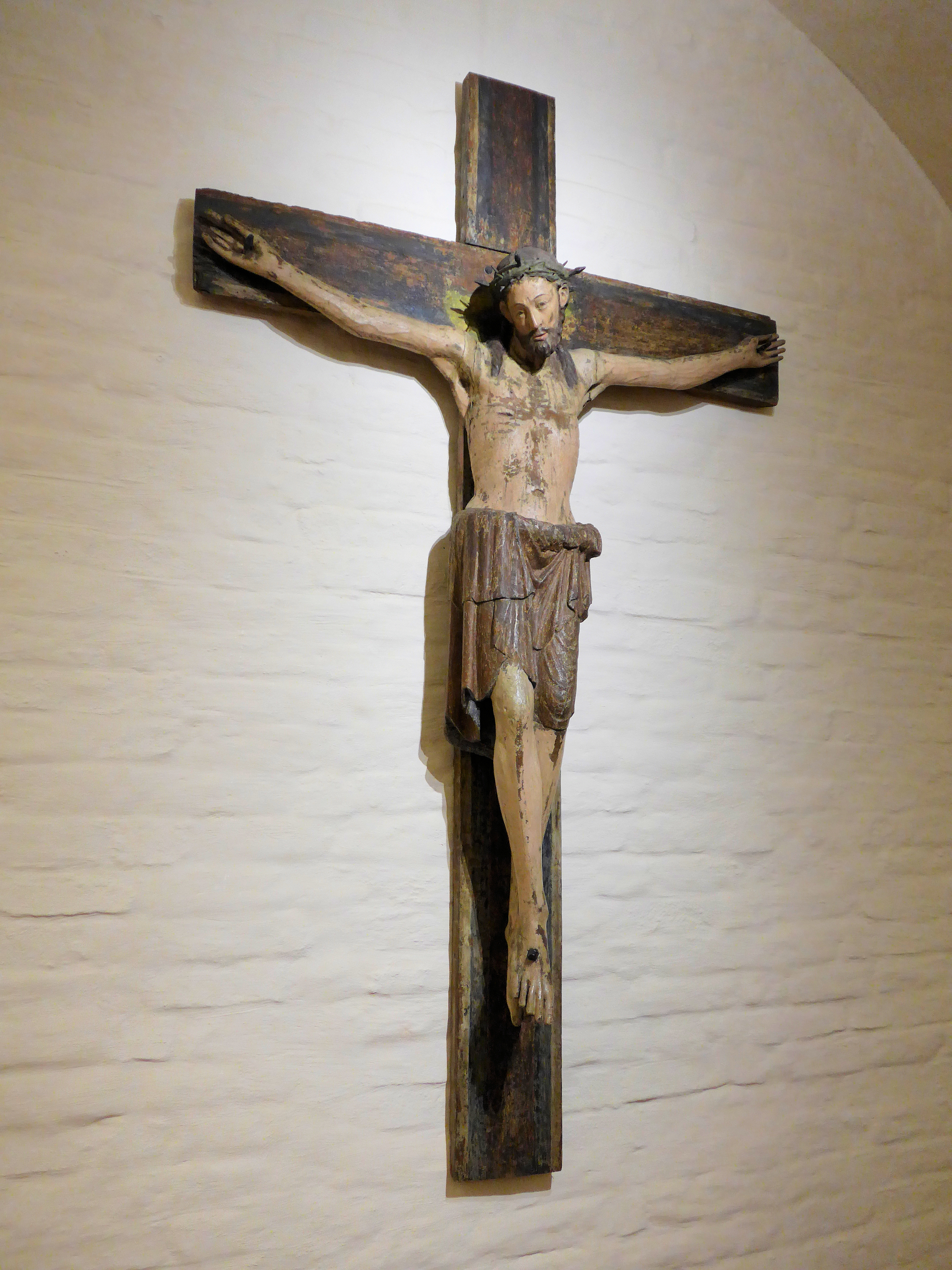
Kruzifix aus der Triumphkreuzgruppe in der Klosterkirche (um 1260)

Die Dominikaner (Ordo fratrum praedicatorum, Predigerbrüder) kamen vermutlich aus dem Kloster in Lübeck und haben spätestens 1256 in Rostock Fuß gefasst; 1260 wurde die Niederlassung erstmals in einer testamentarischen Verfügung urkundlich erwähnt; 1265 wurde erstmals ein Prior, 1306 ein Konvent mit Prior, Subprior und Lektor genannt. Vermutlich wurden die Klostergründung durch Heinrich Borwin III., Herr zu Rostock, gefördert. Die Dominikaner von Lübeck waren 1256 von Papst Alexander IV. beauftragt worden, im Bistum Schwerin Kreuzzugspredigten gegen die Heiden in Preußen und Livland abzuhalten; auch könnten die Dominikaner ein Interesse an der Etablierung eines Standorts in Mecklenburg gehabt haben, weil sich gleichzeitig der Franziskanerorden in Mecklenburg ausbreitete. In den ersten Jahren waren Rostocker Dominikaner Beichtväter im Haus Werle; da die Werles auch in Röbel einen Sitz unterhielten, kam es von Rostock aus 1285 auch dort zur Gründung eines Dominikanerklosters, zu dem der Konvent in Rostock einige Brüder delegierte.
Die erste Klosterkirche war möglicherweise eine einfache Holzkirche. Eine steinerne Klosterkirche und das Kloster müssen bis 1306 im Wesentlichen vollendet gewesen sein, da in diesem Jahr der Ziegelhof, den die Dominikaner 1270 gepachtet hatten, an das Kreuzkloster (Zisterzienserinnen) verkauft wurde. 1305 kam das Provinzkapitel der 1303 gegründeten Dominikanerprovinz Saxonia in Rostock zusammen, was ausreichend große Baulichkeiten voraussetzte. Die Saxonia war wegen der Expansion des Ordens in Deutschland 1303 von der Provinz Teutonia abgetrennt worden. Der Konvent in Rostock bildete mit Lübeck, Hamburg, Stralsund, Wismar, Röbel und Meldorf innerhalb der Saxonia die Nation Slavia. Auch für Versammlungen der Bürgerschaft und bei Rechtsstreitigkeiten diente das Dominikanerkloster wiederholt als Tagungsstätte.

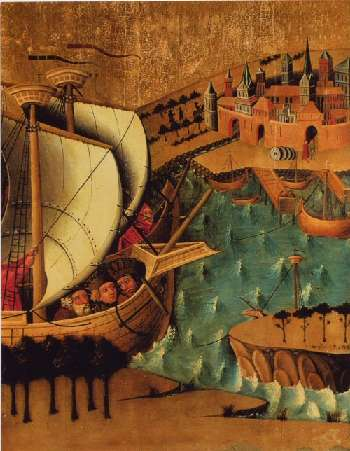
Tafel vom rechten Flügel des Dreikönigsaltars; dargestellt ist die Heimfahrt der drei Könige.

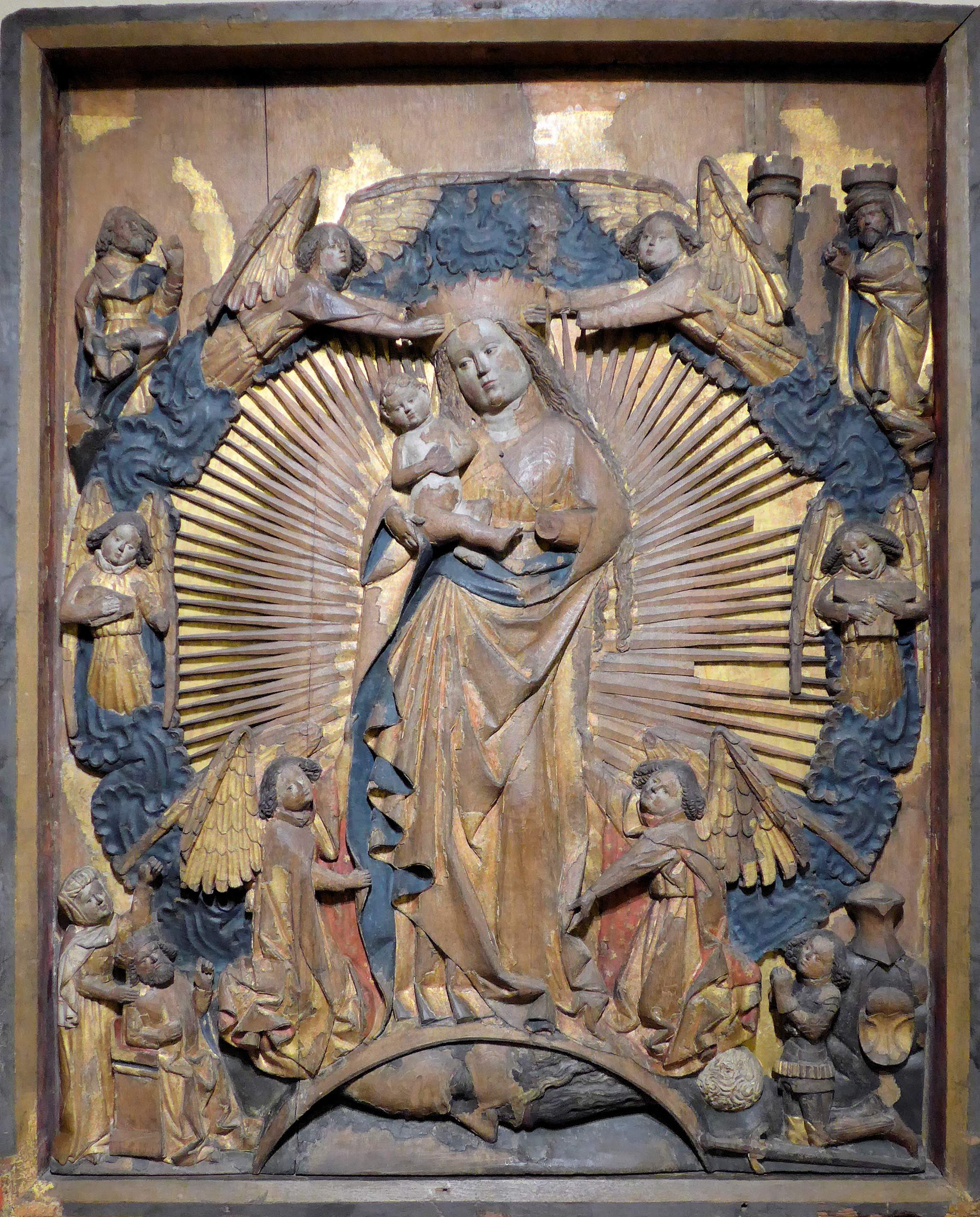
Madonna im Strahlenkranz (Altarbild vom Marienaltar, etwa 1450/1460)

## Kirche und Ausstattung
Die Kirche, die derjenigen des Katharinenklosters der Franziskaner ähnelte, allerdings größer war, wurde möglicherweise in den 1310er-Jahren zu einer dreischiffigen Hallenkirche von 44,5 m Länge und etwa 20 m Breite mit vier Jochen umgebaut und erst 1329 durch Bischof Johann II. zu Putlitz auf das dreifache Patrozinium Johannes der Täufer, Evangelist Johannes und Heilige Drei Könige geweiht. Im polygonalen, zweijochigen Langchor der Kirche war bereits 1314 Nikolaus das Kind, der letzte Herr zu Rostock, beigesetzt worden. Als Bettelordenskirche hatte das Gebäude keinen Kirchturm, sondern trug einen Dachreiter. In der Klosterkirche standen bis zu 20 Altäre, von denen der Dreikönigsaltar und der Marienaltar in Teilen erhalten sind.
Der Hochaltar der Kirche, der bedeutende Dreikönigsaltar, entstand um 1425 in einer Rostocker Werkstatt. Er bestand aus einem fest stehenden, mit Skulpturen geschmückten Mittelschrein mit der Darstellung der Kreuzigung Jesu und zwei beweglichen, beidseitig bemalten Flügelpaaren mit Szenen aus der biblischen Dreikönigslegende sowie 16 Schnitzfiguren. Mehrere Teile des Altars sind heute im Kulturhistorischen Museum im Kloster zum Heiligen Kreuz zu sehen. Zwei Tafeln befinden sich im Märkischen Museum in Berlin. Ebenfalls im Kulturhistorischen Museum befinden sich ein Kruzifix aus der Triumphkreuzgruppe in der Kirche, das um 1260 entstand und als das älteste erhaltene Kruzifix in Mecklenburg gilt, sowie ein geschnitztes Altarbild vom Marienaltar, der der beim Kloster bestehenden Rosenkranzbruderschaft zugeordnet wird. Es zeigt Maria im Strahlenkranz, auf der Mondsichel stehend (Offb 12,1-5 ), und in den vier Ecken typologische Darstellungen der Unbefleckten Empfängnis Mariens: Moses vor dem brennenden Dornbusch (Ex 3,2 ), Augustinus und Sibylle, die die Porta clausa (das verschlossene Tor) des Propheten Ezechiel (Ez 44-3 ) und Gideon mit dem betauten Vlies (Ri 6,33-40 ).
Im 15. Jahrhundert wurde ein freier Platz westlich der Kirche entlang der Johannisstraße mit einem zweiten Kreuzgang als Eingangsbereich zur Kirche eingefasst. Dadurch wurde die ebenfalls um die Mitte des 15. Jahrhunderts an der Johannisstraße gebaute Lukaskapelle mit der Kirche verbunden. Diese etwa 16 m lange und 7,5 m breite Kapelle wird 1476 als „Kapelle hinter dem neuen Kreuzgang im Westen“ erwähnt. Zwischen dem Ostflügel des Klosters und der belebten Steinstraße soll ein Gebäude mit repräsentativem Staffelgiebel gestanden haben, das als Beichthaus diente und in dessen Obergeschoss möglicherweise die Bibliothek untergebracht war.

## Lebensweise und Aufgabe
Die Dominikaner, die wegen der Farbe ihres Habits auch als die Schwarzen Brüder bezeichnet wurden, waren ein Bettelorden. Ihre Hauptaufgabe lag in der öffentlichen Predigt, wozu die Predigerbrüder ausreichend geschult sein mussten. Im Rostocker Konvent bestand ein Hausstudium zur Ausbildung des Ordensnachwuchses durch Lektoren, für 1280 ist ein testamentarisches Vermächtnis zum Kauf von Büchern belegt. Das Kloster verfügte wahrscheinlich über eine umfangreiche Bibliothek und seit dem Ende des 15. Jahrhunderts über eine Buchbinderei. Einige Brüder waren an der 1419 gegründeten Universität tätig; die erste Versammlung der Universität fand im Dominikanerkloster statt, und mit der Gründung der theologischen Fakultät 1433 wurde das Hausstudium der Dominikaner in diese integriert und dadurch aufgewertet. Die Spiritualität der Dominikaner war geprägt durch Marienfrömmigkeit und die Förderung des Rosenkranzgebetes. Der Förderer des Rosenkranzes, der französische Dominikaner Alanus de Rupe, hielt sich von 1470 bis 1473 in Rostock auf, woraufhin eine Rosenkranzbruderschaft entstand, die 1501 von der Ordensleitung bestätigt wurde. Prior Cornelius van Sneek veröffentlichte 1514 in Paris eine Sammlung mit Predigten zum Rosenkranz. Außerdem bestanden beim Rostocker Dominikanerkloster eine Bruderschaft der Heiligen Drei Könige (fraternitas trium regum), die den Dreikönigsaltar stiftete, eine Bruderschaft des Heiligen Leichnams (1451 bezeugt), eine Annenbruderschaft (1502 belegt) und eine überregional ausgerichtete Bruderschaft der Heiligen Dreifaltigkeit, die 1466 gestiftet wurde und der vor allem Kaufleute angehörten.
Primäre Einnahmequelle des Klosters waren Almosen, doch war es im 14. Jahrhundert üblich geworden, auch feste Einnahmequellen in Anspruch zu nehmen, wie Seelgerät-Stiftungen und Messstipendien. Zunehmend hatten auch einzelne Brüder persönlichen Besitz, erhielten personengebundene Erbschaften und machten private Geschäfte, was durch verwandtschaftliche Beziehungen von Dominikanern zu Stadtbewohnern begünstigt wurde. Zum Almosensammeln unterhielt das Kloster Termineien als Stützpunkte in Teterow, Laage, Güstrow, Ribnitz und Falsterbo auf der Insel Schonen.

## Einführung der Observanz
Ab 1468 wurde das Kloster auf Betreiben der Ordensleitung einer gründlichen, von holländischen Klöstern initiierten Reform unterzogen; es wurde aus der Provinz Saxonia ausgegliedert und der observanten Congragatio Hollandiae unterstellt, in der auf strikte Einhaltung des Armutsgelübdes Wert gelegt wurde. Herzog Heinrich IV. (Mecklenburg) und der Rat der Stadt Rostock unterstützten die Bestrebungen. Reformunwillige Dominikaner – darunter Prior Heinrich Bonhoff – mussten das Kloster verlassen; einige von ihnen versuchten 1471 und 1472 aus dem Exil, Einfluss auf den Konvent zu erhalten und durch Eingaben an Senat und Bürgerschaft ihre Rückkehr zu erzwingen. Bischof Werner von Schwerin unterband diese Bestrebungen. Der Konvent in Rostock wurde jetzt zu einem Zentrum der Holländischen Kongregation in Norddeutschland. Prior Cornelius van Sneek wurde 1505 Generalvikar der Congregatio Hollandiae, und das Ordensstudium im Rostocker Kloster und an der Universität war das Generalstudium der Kongregation. Es kam in den folgenden Jahren zu einer Annäherung zwischen reformierten und nichtreformierten Konventen, so dass der Rostocker Konvent im Mai 1517 wieder der Provinz Saxonia unterstellt wurde, wo das Johanniskloster mit Magdeburg, Bremen, Röbel, Wismar und Norden die obeservant ausgerichtete Nation Orientalia bildete. 1516 bekamen die Rostocker Dominikaner wegen ihres Engagements für den Ablasshandel vom päpstlichen Nuntius Johannes Angelus Arcimbolus das Privileg, einen Tragealtar zu besitzen und in der Fastenzeit Butter und Käse verzehren zu dürfen.

## Reformation und Aufhebung des Konvents
Die Reformation führte ab etwa 1525 in Rostock zu Unruhen und auch Angriffen gegen das Kloster und einzelne Dominikaner. Diese gehörten mit den Franziskanern zu den entschiedensten Gegnern der Reformation in der Stadt und kämpften durch Predigt und publizistische Tätigkeit gegen die neue Lehre. Nach der Durchsetzung der Reformation in Rostock 1531 wurden katholische Gottesdienste und das Tragen des Ordenskleids in der Öffentlichkeit verboten, das Kirchenvermögen wurde obrigkeitlich inventarisiert und unter Verwahrung genommen. Mehrere Dominikaner verließen das Kloster und suchten Konvente in anderen Städten auf. 1534 beschwerte sich die Familie von Bülow erfolglos beim Rat der Stadt wegen der Schließung des Dominikanerkonvents und der Konfiszierung des Besitzes. In den Gebäuden wurde im selben Jahr zunächst eine Lateinschule eingerichtet, die verbliebenen Dominikaner behielten jedoch ein Wohnrecht. Teile der Gebäude nutzte die Universität für Wohnungen, für einen Freitisch für Studenten und als Karzer. Die Dominikaner fühlten sich weiterhin als Konvent, wählten 1548 einen Prior und nahmen 1565 einige Mönche aus dem abgerissenen Kloster Kartäuserkloster Marienehe auf. Am 27. März 1575 starb der letzte Prior des Johannisklosters Hermann Otto.
Die Klosterkirche wurde 1578 zum evangelischen Gotteshaus. Nachdem Ost- und Südflügel der Klosteranlage 1566 zusammen mit Teilen der Stadtmauer auf Befehl Herzogs Johann Albrechts des Ersten abgerissen wurden, um Steine zum Festungsbau zu gewinnen, erfolgte 1580 im Westflügel die Gründung der Großen Stadtschule. Der Kreuzgang diente fortan als Friedhof; auch in der Kirche gab es weiterhin Bestattungen. 1831 wurde die baufällige Klosterkirche abgerissen. Die Schule bekam 1867 ein neues Gebäude an der Wallstraße. Das ehemalige Klostergebäude diente seitdem anderen Schulen als Unterkunft und wurde 1954 im Zuge des Wiederaufbaus der kriegszerstörten Steinstraße beseitigt.
Außer einigen Gebrauchsgegenständen sowie Resten von Keller und Fundament ist vom Johanniskloster nichts erhalten.
Die St. Johannis-Gemeinde wurde der St. Nikolai-Gemeinde angegliedert. Die Kirchenbücher wurden noch bis 1901 separat geführt.

## Brüder mit Leitungsaufgaben
Namen und Jahreszahlen bezeichnen die nachweisbare Erwähnung.

### Prioren und Subprioren
Ein Prior ist im Dominikanerorden der Obere eines Konvents, der Subprior sein Stellvertreter.
| Prioren Johannes (1265) Gerhard von Neukirchen (1320, 1321) Johannes Molenwoldt (1348, 1351, 1357, 1376) Nicolaus (1354) Hermann (1373) Heinrich Molenwoldt († 1389) Dietrich (1406) Heinrich Bumann (1409, 1411) Bernt Ladekammer (1453) Johannes Holthusen (1462) Heinrich Bonhoff (1468) Engelbert von Münster (1471, † 1482) Martin Österstadt (1480, 1492) Palma Carbom (1485–1487) Meinard von Leuwarden (1488) Mattheus Westphal (15. Jahrhundert) Nicolaus Broker (15. Jahrhundert) Cornelius van Sneek (1503, 1516–1533, † 1534) Johannes Möller (1538, 1542) Hermann Otto (1548–1575 † 1575) | Subprioren Johannes von Sternberg (1308) Heinrich von Hessen (1333) Johannes von Bomgarden (1355, 1357) Heinrich (1406) Gerwin Gustrow (1462) Nicolaus Memeluck (1480) Dietrich von Barth (15. Jahrhundert) Nicolaus Myrtz (1503) Nicolaus von Tangermünde (1516, 1526) Matthias Nicolai (1532) |

### Lektoren und Magister studentium
Die Lektoren unterwiesen den Ordensnachwuchs in Philosophie und Theologie, die Magistri studentium betreuten die Studenten.
| Lektoren Walther (1306) Wichard (1355) Albert von Celle (1357) Johannes von Krakow (um 1400) Nicolaus Wulleri (1400) Matthias Papenhagen (1418, 1430) Erik (1454) Thomas van dem Rhyne (1454, 1462, 1468) Johannes Broyel (1462) Johannes Krawinkel (1462) Heinrich Bonhoff (1468) Alain de la Roche (Alanus de Rupe) (1473) Matthias Nicolai (1507, 1517, 1520) Joachim Ratstein (1516–1526) | Studentenmagister Johannes Reinbach (1400) |